# José Joaquim da Cunha Azeredo Coutinho
José Joaquim da Cunha de Azeredo Coutinho (Campos, 8 de novembro de 1742 – Lisboa, 12 de setembro de 1821) foi um sacerdote católico e escritor brasileiro.

## Biografia
Formado em Direito Canônico em 1775, foi nomeado bispo de Olinda em 1794, bispo-auxiliar de Bragança e Miranda em 1802 e de Elvas em 1806. Não aceitou o cargo de Bispo de Beja, para o qual fora eleito em 1818, assumindo no mesmo ano as funções de inquisidor-geral do reino, por nomeação de Dom João VI. Permaneceu no cargo até a extinção do Tribunal do Santo Ofício após a Revolução liberal de 1820, ano de sua morte.
Diz «Portugal como problema», volume V - A economia como Solução - Do mercantilismo à Ilustração (1625-1820) à página 233: «Após uma fase inicial da sua vida em que se dedicou a administrar os consideráveis bens da sua família, proprietária de engenhos de açúcar, cursou cânones na Universidade de Coimbra e ingressou na carreira eclesiástica.»
Quando bispo de Olinda fez parte da junta governativa da Capitania de Pernambuco. Nessa ocasião, em 1801 denunciou-se ao Governo Provisório por ele presidido a existência de um complô encabeçado pelos irmãos Suassuna. Dois deles foram presos e tiveram seus bens sequestrados, mas o terceiro, que se encontrava em Lisboa, de onde se correspondera comprometedoramente com os dois outros, teve de fugir para a Inglaterra.
Escrevendo vinte anos depois do acontecimento, Dias Martins garante que a conjura tivera o objetivo de proclamar república em Pernambuco sob a proteção de Bonaparte, contatos que teriam sido mantidos pelo terceiro irmão, que só teriam escapados das consequências graças ao suborno das autoridades. Pelo que se supõe, os irmãos estavam à espera de um ataque espanhol ao reino, decorrente da aliança entre Paris e Madri, criando-se um governo de defesa da capitania — um ensaio prematuro da fórmula de emancipação adotada depois na América hispânica. Entre 1801 e 1817, quando a família participou ativamente da sedição republicana, os Suaçuna readquiriram posições na milícia, colocaram seus filhos no Exército e até galgaram a administração régia, como sucedeu com José Francisco de Paula Cavalcanti de Albuquerque, que governou de 1806 a 1811 o Rio Grande do Norte.
Foi deputado brasileiro às Cortes de Lisboa pela Província do Rio de Janeiro. Morreu dois dias depois de entrado nas cortes.

## Obra
Seu principal texto de caráter econômico é dedicado ao problema do comércio colonial, especialmente aplicado ao caso de sua pátria, o Brasil. Nele revela alguma ambiguidade de pensamento, segundo a página 233 de Portugal como problema abaixo citado, que seria «uma característica que igualmente se detecta em escritores nacionais e estrangeiros contemporâneos sempre que se discute a relação privilegiada de cada uma das metrópoles europeias com os seus impérios coloniais. Tal ambiguidade consiste no reconhecimento da necessidade de manutenção do velho sistema do pacto colonial- assente em privilégios e exclusivos atribuídos a negociantes e instituições nacionais e em proibições de instalação de manufacturas nos domínios coloniais - ao mesmo tempo que se admite uma maior abertura deste espaço económico reservado, quer através do acolhimento à participação interessada de outras nações no tráfego colonial, quer sobretudo através do apoio às iniciativas de agentes económicos individuais.»
Segue o mesmo autor:
«Implicitamente, considerava Azeredo Coutinho que, para continuarem a beneficiar da proteção administrativa e militar, as colónias deveriam aceitar um sistema político de tácita subjugação. Mas para um autor nado e criado no Brasil, era inevitável algum entusiasmo moderado em favor de um maior grau de liberdade no funcionamento do espaço económico colonial, enaltecendo as virtudes de uma organização económica baseada no estímulo criado pela livre acção de interesses individuais.»
«Mantendo-se fiel à ideia de império, Azeredo Coutinho acreditava que era possível manter o estatuto colonial num quadro de maior autonomia económica e financeira. Neste contexto, critica severamente o sistema de organização do trabalho nas explorações mineiras, procurando sustentar a ideia de que as melhorias de funcionamento seriam, afinal, sobretudo benéficas para a economia da metrópole.
«O texto de Azeredo Coutinho atravessa um dos dilemas mais prementes de uma economia presa nas malhas do império colonial brasileiro. Por um lado conhece bem a importância do Brasil como sustentáculo do comércio exterior português. Mas ao mesmo tempo também sabe que o desenvolvimento económico da colónia acarretaria o fim iminente do sistema colonial. Por estas razões, o Ensaio Económico oferece um testemunho notável sobre uma questão que ao longo dos séculos muito marcou o processo de desenvolvimento da economia portuguesa.»